# ماري ميلر (ممثلة)
ماري ميلر (بالإنجليزية: Mary Millar) هي ممثلة بريطانية، ولدت في 26 يوليو 1936 في دونكاستر في المملكة المتحدة، وتوفيت في 10 نوفمبر 1998 في بروكلي ‏ في المملكة المتحدة بسبب سرطان المبيض.

## وصلات خارجية
- ماري ميلر (ممثلة) على موقع IMDb (الإنجليزية)
- ماري ميلر (ممثلة) على موقع ميوزك برينز (الإنجليزية)
- ماري ميلر (ممثلة) على موقع ديسكوغز (الإنجليزية)
- ماري ميلر (ممثلة) على موقع قاعدة بيانات الفيلم (الإنجليزية)